# Neoitamus navasardiani
Neoitamus navasardiani är en tvåvingeart som beskrevs av Richter 1963. Neoitamus navasardiani ingår i släktet Neoitamus och familjen rovflugor. Inga underarter finns listade i Catalogue of Life.